# Miloslav Troup
Miloslav Troup (30. června 1917 Hořovice – 22. února 1993 Praha) byl český malíř, grafik a ilustrátor.

## Životopis
Studoval na Gymnáziu v Berouně (1935), a poté na Státní grafické škole v Praze (1937). V roce 1942 ukončil studium na Vysoké škole uměleckoprůmyslové v Praze, kde navštěvoval ateliér profesora Jaroslava Bendy. Po skončení druhé světové války získal stipendium francouzské vlády a studoval v Paříži na École des Beaux Arts a École des Arts Décoratifs v Paříži u profesora Brianchona a profesora Desnoyera (1945–1947).
V letech 1947–1950 byl samostatně umělecky činný ve Francii. Svá díla vystavoval se skupinou Peintres d'aujour d'hui (Malíři dneška) a Jeune École de Paris (Mladá Pařížská škola) a obesílal různé salony.
V roce 1950 se i přes varování rodiny vrátil do Československa. Zde musel zákonitě narazit na nepochopení a odmítání svého moderního výtvarného vidění získaného během pařížského školení. Živil se drobnějšími grafikami a pracemi pro příležitostné tisky. Postupně se však víc a více přibližoval ke knižní ilustraci, až se s uvolňujícími se poměry konce padesátých let stal vyhledávaným a úspěšným ilustrátorem. Ilustroval více než 160 titulů, z nichž některé až ve dvanácti jazykových mutacích a deseti vydáních (Artia Praha). U grafických technik převládají litografie, půltónový ofset a clichés verre.
Miloslav Troup je považován za vzácného představitele tzv. Pařížské školy jehož dílo se rozvíjelo severně od Alp. Jeho barevný svět byl zaměřen proti kulturním bariérám, kterými se poválečné totalitní režimy snažily rozdělit a znepřátelit Evropu. V padesátých letech byl členem výtvarné skupiny vedené architektem Jaroslavem Čermákem (1901-1990) a zde se angažoval v oboru užitého umění. Skupina se zasloužila o renovaci a výzdobu kostelů v době, která sakrálnímu umění rozhodně nepřála. Troup vytvořil návrhy pro vitráže do olova umístěné v Praze, Olomouci, Pitíně, Ostravě, Martině a Česticích u Volyně. Tapiserie podle jeho návrhů byly utkány pro Alšovu jihočeskou galerii v Hluboké nad Vltavou a pro reprezentační sály Staroměstské radnice v Praze. Zabýval se také propagační grafikou (plakáty, kalendáře, turistické příručky, katalogy apod.). Prosadil se rovněž v oboru užitého umění.
Po návratu z Paříže žil a pracoval až do konce života v Praze a zde také vytvořil rozměrný cyklus olejomaleb s pražskými motivy.

## Ocenění
- 1963 Zlatá medaile na mezinárodním Bienále knižní ilustrace v Sao Paulu za knihu The Linden Tree - antologie české poezie (Artia)
- 1964 Cena za nejlepší kulturní plakát na Bienále užité grafiky s mezinárodní účastí v Brně
- 1965 Cena za ilustrace Vančurových próz
- 1966 Cena UNESCO za nejlepší ilustrace na Frankfurtském knižním veletrhu za knihu Co vyprávěl kalumet (Artia)
- 1970 Cena ministra kultury za knižní tvorbu za knihu Meč a píseň (Artia)
- 1971 Medaile IBA v Lipsku za knihu Meč a píseň (Artia)
- 1974 Nakladatelská cena za knihu Návrat opeřeného hada (Albatros)
- 1975 Čestné uznání nakladatelství Odeon za knihy Padesát pamětihodných příběhů a Cyrano z Bergeracu
- Ceny k 15. a 20. výročí ČSSR
- Cena v soutěži Nejkrásnější kniha udělena šestkrát

## Zastoupení ve sbírkách
- Alšova jihočeská galerie v Hluboké nad Vltavou
- Galerie moderního umění v Hradci Králové
- Moravská galerie v Brně
- Muzeum umění Olomouc
- Galerie moderního umění v Roudnici nad Labem
- Galerie výtvarného umění v Litoměřicích
- Východočeská galerie v Pardubicích
- Muzeum středního Pootaví Strakonice
- Okresní muzeum Prachatice
- Památník národního písemnictví v Praze
- Uměleckoprůmyslové museum v Praze
- Slovenská národní galerie Bratislava
- V menších muzeích, školách a dalších veřejných i soukromých sbírkách v České republice, Slovenské republice, Německu, Itálii, Francii, Belgii, Portugalsku, Kanadě, USA.

## Samostatné výstavy
- 1946 Galerie Jeanne Bucher Paříž
- 1948 Městská galerie Nice, Galerie du Bac Paříž
- 1957 Výstavní síň Lidové demokracie Praha, Galerie umění Karlovy Vary, (s Františkem Matouškem), Státní zámek Hořovice
- 1958 Kabinet umění Brno, Československý spisovatel Praha
- 1960 OÚNZ Prachatice
- 1963 Městský dům osvěty Aš
- 1964 Vlastivědné muzeum Strakonice, Oblastní muzeum Gottwaldov
- 1966 Malá galerie Tepna Náchod
- 1967 Galerie Platýz Praha, Städtische Galerie Rosenheim (s Marií Vindišovou)
- 1969 Galerie moderního umění v Roudnici nad Labem, Památník národního písemnictví
- 1970 Muzeum středního Pootaví Strakonice
- 1975 Okresní kulturní středisko Beroun
- 1977 Albatros Praha
- 1979 Výstavní síň Sobotka, pořádala Okresní galerie v Jičíně
- 1980 Bologna
- 1982 Praha
- 1983 Památník jihočeského písemnictví Zlatá Koruna
- 1984 Dronniglund kustcenter, Dánsko

## Posmrtné výstavy
- 1994 České Budějovice, AJG Wortnerův dům (se záštitou Karla Schwarzenberga)
- 1996 Český Krumlov, Centrum Egona Schieleho
- 1999 Vídeň, České centrum
- 2000 Praha, Malostranská beseda
- 2002 Maďarsko, Ostřihom, Muzeum Dunaje
- 2007 Hořovice, Státní zámek, vernisáž s účastí ministra kultury Václava Jehličky
- 2011 Lidice, Lidická galerie
- 2011 Hluboká, AJG (se záštitou ministra zahraničí Karla Schwarzenberga)[2]
- 2012 Praha, Topičův salon[3]
- 2025 Prachatice, Galerie Dolní brána - Miloslav Troup a Prachatice

Série výstav k jubileu 100. výročí narození:
- 2016 - 2017 Hořovice, Galerie města ve starém zámku
- 2017 České Budějovice, AJG Wortnerův dům
- 2017 Praha, Národní knihovna, Klementinum, výstava ilustrací
- 2017 Praha, Obecní dům, velká retrospektiva
- 2017 Praha, Strahovský klášter, sakrální motivy
- 2017 Praha, Kaple Sv. Rocha

## Účast na výstavách - výběr
- 1948 Portugalsko - se skupinou Jeune École de Paris
- 1950 Belgie, Finsko, Francie - se skupinou Jeune École de Paris
- 1955 Praha, První celostátní výstava užité grafiky
- 1958 Prachatice, Kraj Zlaté stezky v díle současných výtvarníků
- 1959 Hluboká nad Vltavou (AJG)
- 1960 Mnichov, Československá expozice uměleckých řemesel Mariánské Lázně, Chopin v dílech českých výtvarných umělců Hluboká nad Vltavou, Podíl jižních Cech na tvorbě národního pokladu (AJG)
- 1961 Vimperk, Ze souboru moderního umění AJG
- 1962 Kamenice nad Labem, Současné umění ze sbírek AJG Hradec Králové, Umělecká řemesla
- 1963 Havana, Výstava uměleckých řemesel České Budějovice, Umělecká řemesla
- 1964 Pardubice, Krajiny a figurální motivy (Východočeská galerie)
- 1966 Brno, 2. Bienále užité grafiky (SČVU, MGB)
- 1967 Hluboká nad Vltavou, Česká tapiserie 20. století (AJG)
- 1969 Praha, Ilustrace
- 1970 Strakonice, Hložník, Lidický, Troup (Muzeum středního Pootaví)
- 1971 Havlíčkův Brod, Česká ilustrační tvorba
- 1972 Brno, Mezinárodní 5. Bienále užité grafiky Roudnice nad Labem, Současná česká ilustrace (GVU Roudnice)
- 1975 Budapešť, Česká ilustrace Hluboká nad Vltavou, Jižní Čechy v díle našich malířů (AJG)
- 1980 Brno, Mezinárodní bienále užité grafiky
- 1981 Bratislava, Bienale ilustrácií BIB #81
- 1984 Hluboká nad Vltavou, Česká kresba 20. století ze sbírek AJG
- 1987 Praha, Výstava pražských členů SČVU
- 1988 Prachatice, Prachaticko ve výtvarném umění (AJG)